# Aubiac (Lot e Garonna)
Aubiac è un comune francese di 1 043 abitanti situato nel dipartimento del Lot e Garonna nella regione della Nuova Aquitania.

## Società

### Evoluzione demografica
Abitanti censiti